# Cabó
Cabó là một đô thị trong ‘‘comarca’’ Alt Urgell, tỉnh Lleida, Catalonia, Tây Ban Nha.